# Бондюэль, Стефан
Стефан Бондюэль (фр. Stéphane Bonduel; 30 ноября 1919, Пекин — 16 декабря 2021, Тонне-Бутон, Приморская Шаранта) — французский политический деятель, сенатор от департамента Приморская Шаранта (1980—1989), мэр Тонне-Бутона (1953—1995).

## Биография
Родился 30 ноября 1919 года в Пекине, Китай.
После отъезда во Францию получил медицинское образование. Позднее он вступил в «Радикальную левую партию», от которой в 1953 году он был избран мэром города Тонне-Бутон. Спустя шесть лет он получил место в Совете департамента Приморская Шаранта, которое сохранял до 1985 года.
2 октября 1980 года Бондюэль сменил Жака Вернёя на посту сенатора Франции от департамента Приморская Шаранта, сохраняя свой пост до 1 октября 1989 года, когда его преемником стал Мишель Дубле.
В 1995 году Бондюэль покинул пост мэра города Тонне-Бутон и отошёл от политики.
Скончался 16 декабря 2021 года в своём доме в Тонне-Бутоне, департамент Приморская Шаранта, в возрасте 102 лет.